# Abstatt
Abstatt település Németországban, azon belül Baden-Württembergben. Lakosainak száma 5058 fő (2023. december 31.).

## Fekvése
Talheimtől keletre fekvő település.

## Története

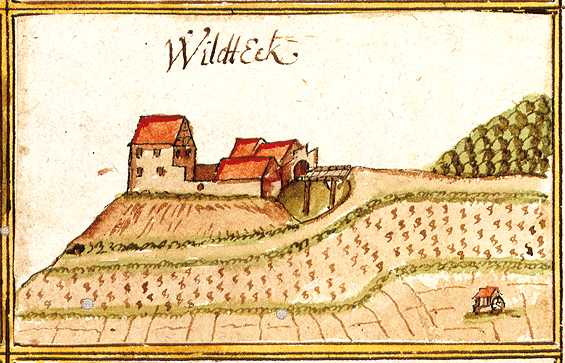

Abstatt nevét 1293-ban említették először az írásos forrásokban.
1510-ben Abstatt Württemberghez került. A közeli Happenbach és Vohenlohe falvak adminisztratív téren Abstatthoz tartoznak.
1938-ban az önkormányzat a Heilbronni kerülethez került.

## Nevezetességek
- Wildeck kastély – a 12. században épült
- Szent István evangélikus templom – késő barokk stílusban épült 1766-ban egy régebbi gótikus elődje helyén.
- Városháza (Rathaus)

## Galéria

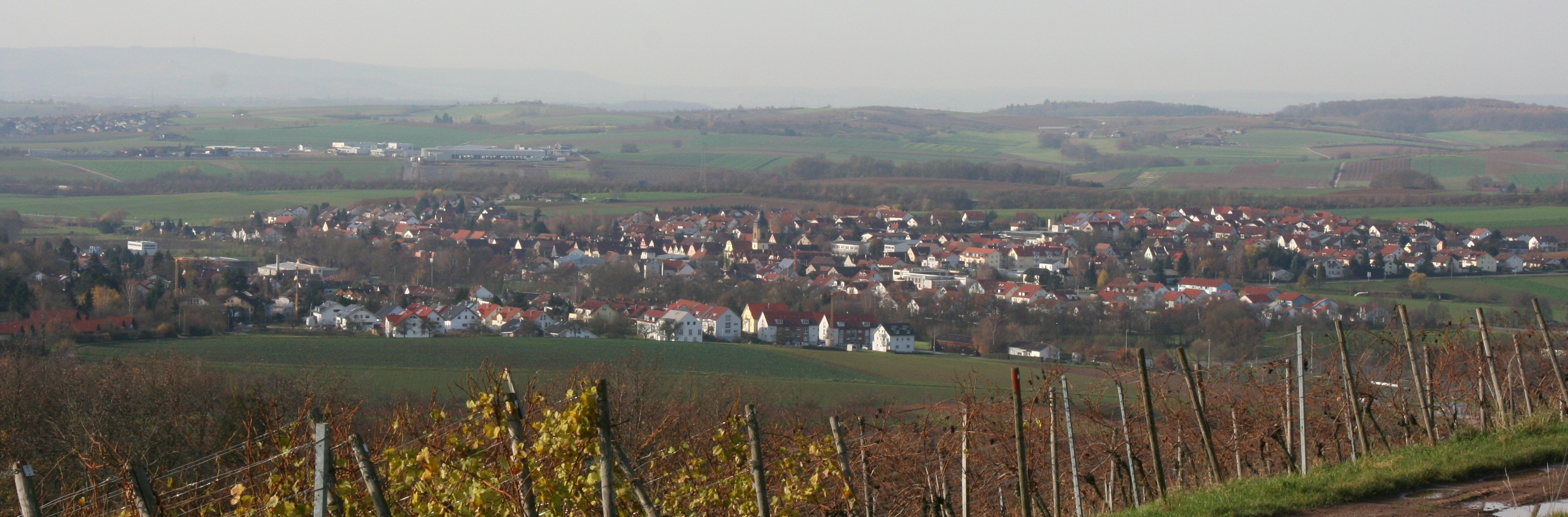
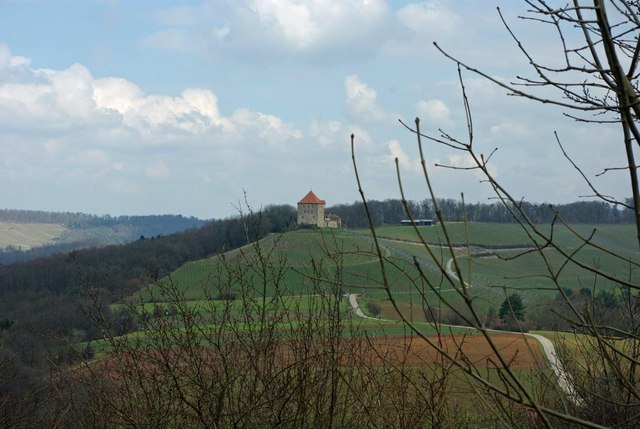
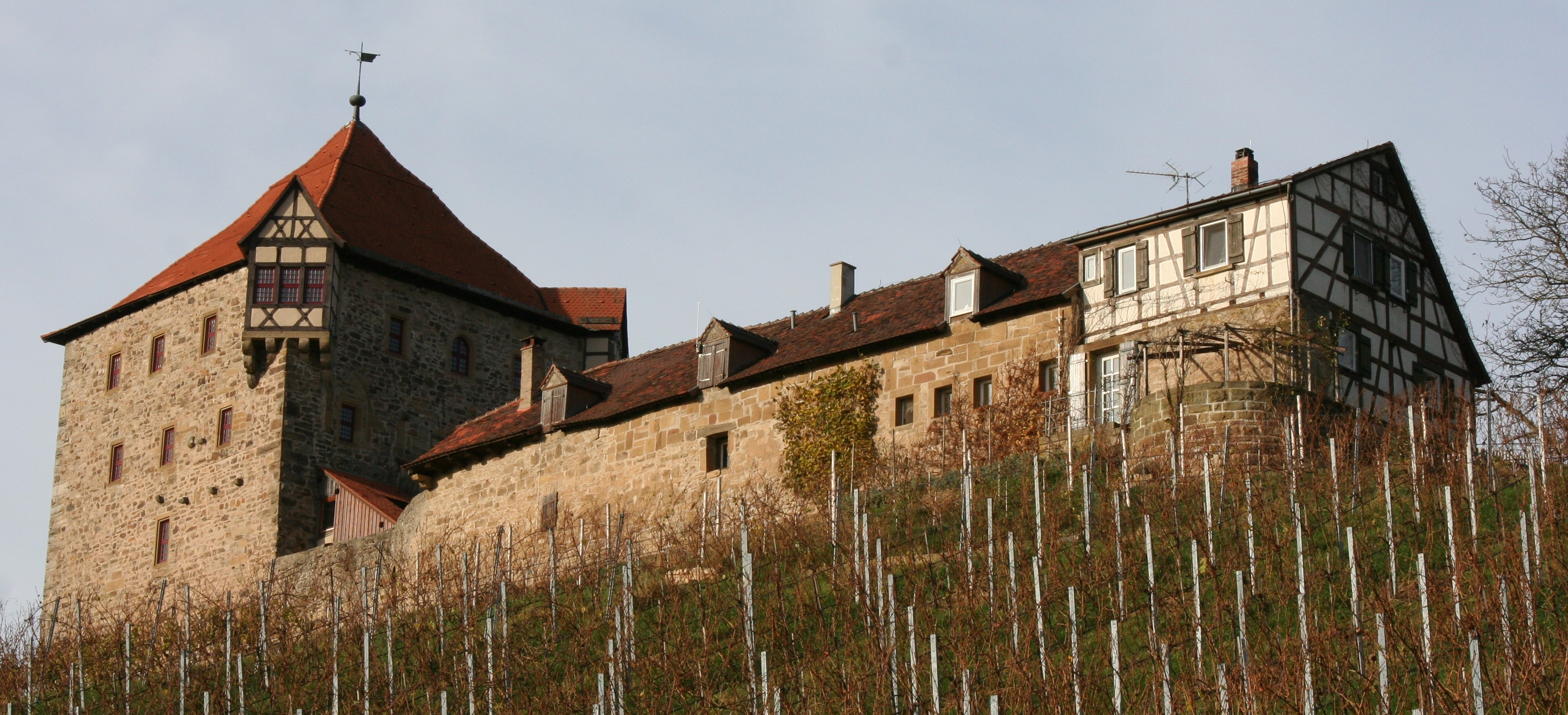
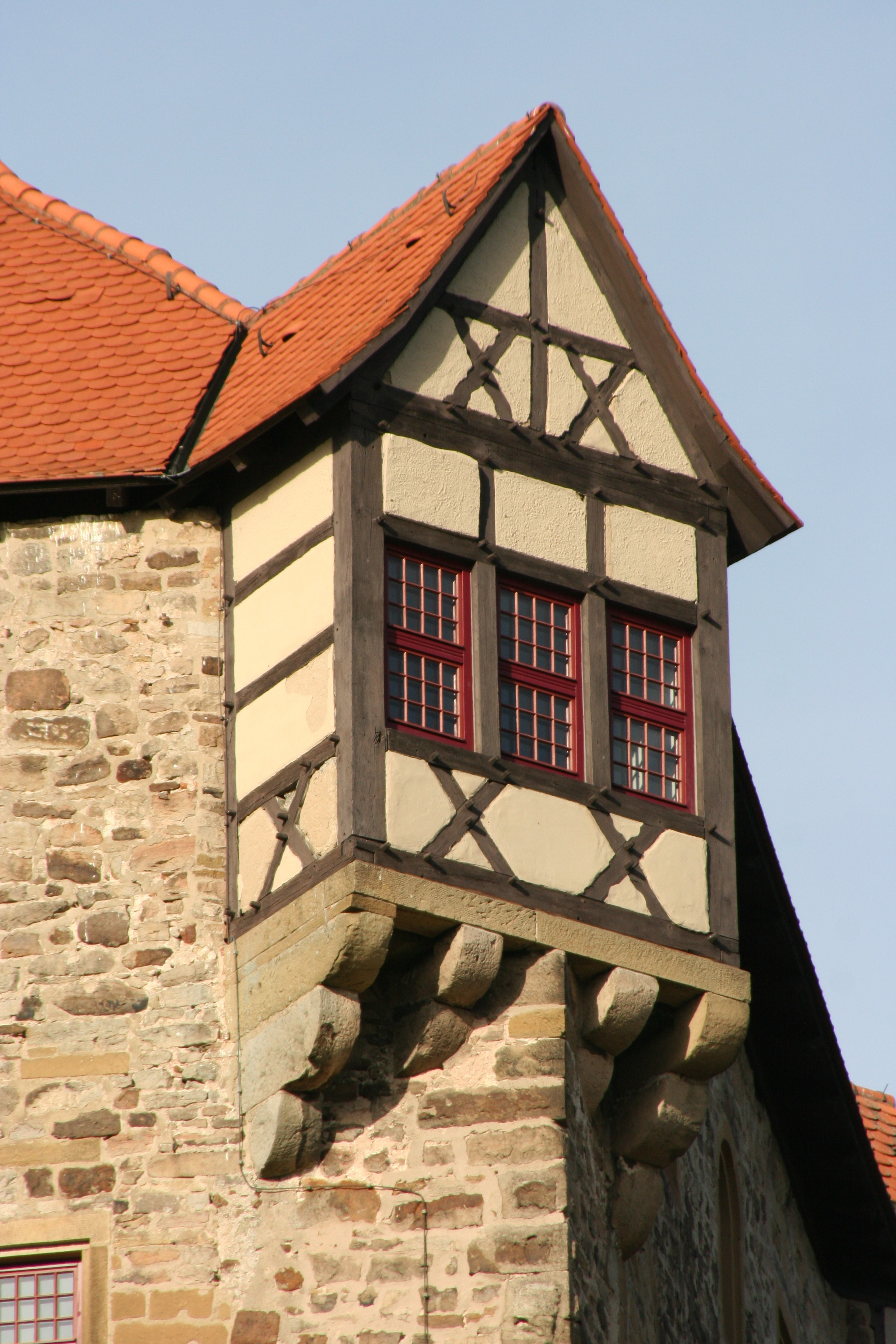
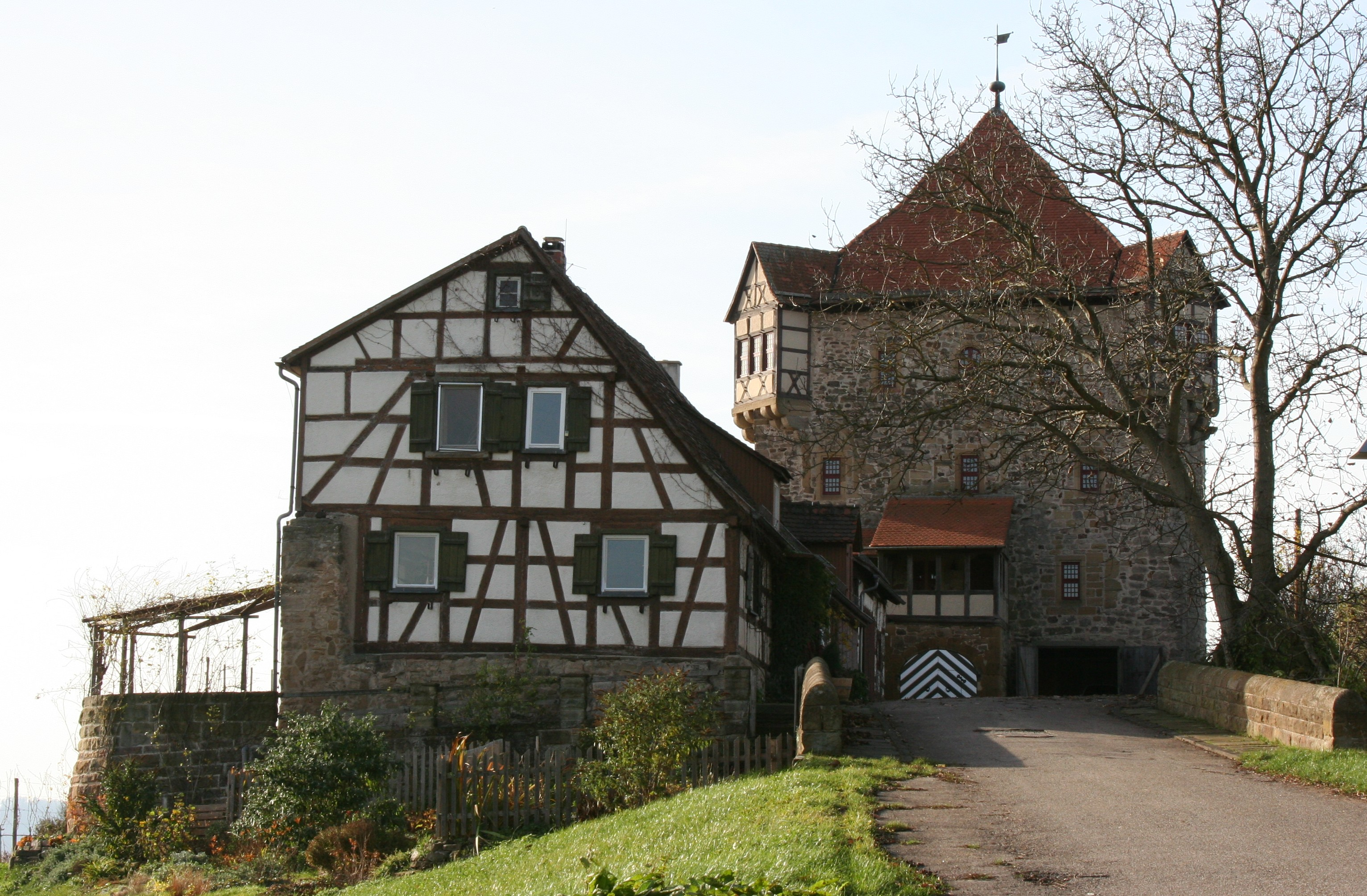
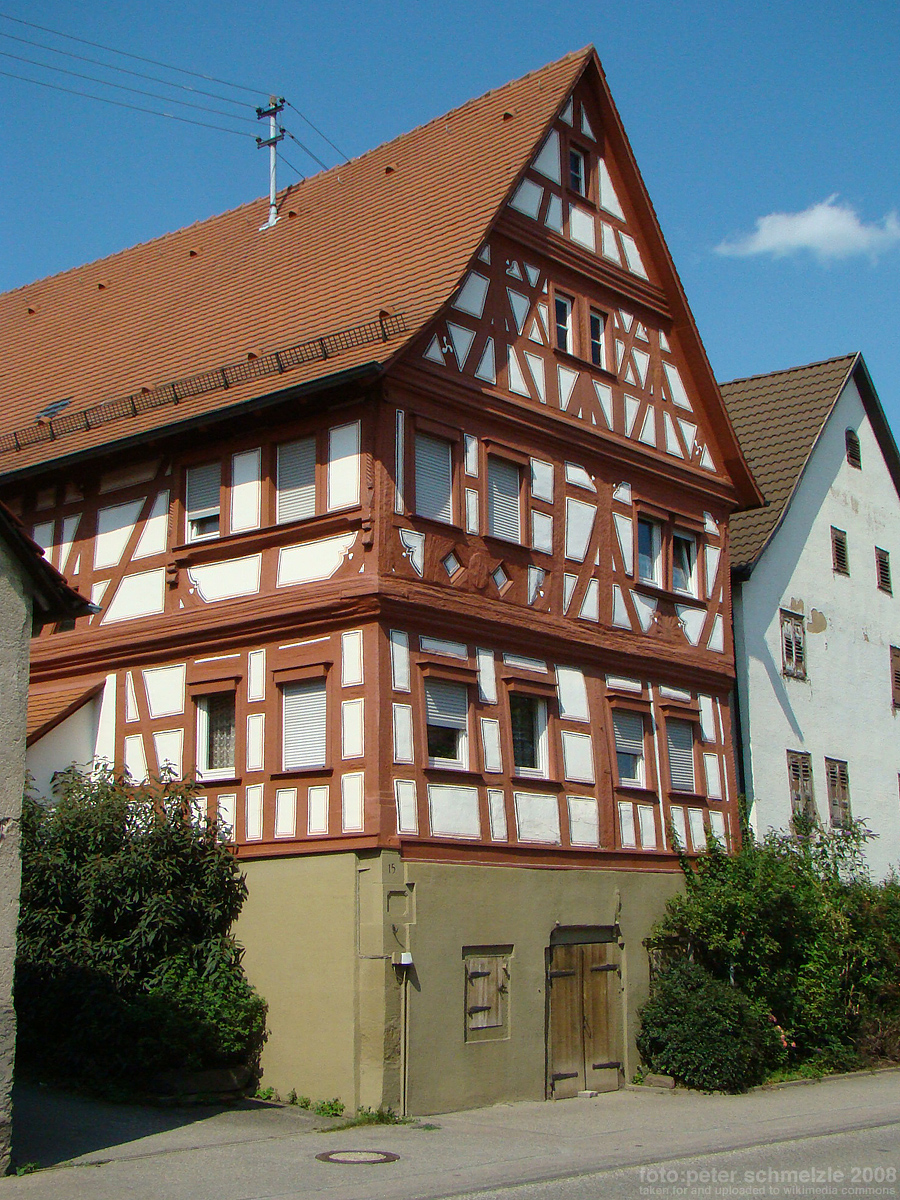
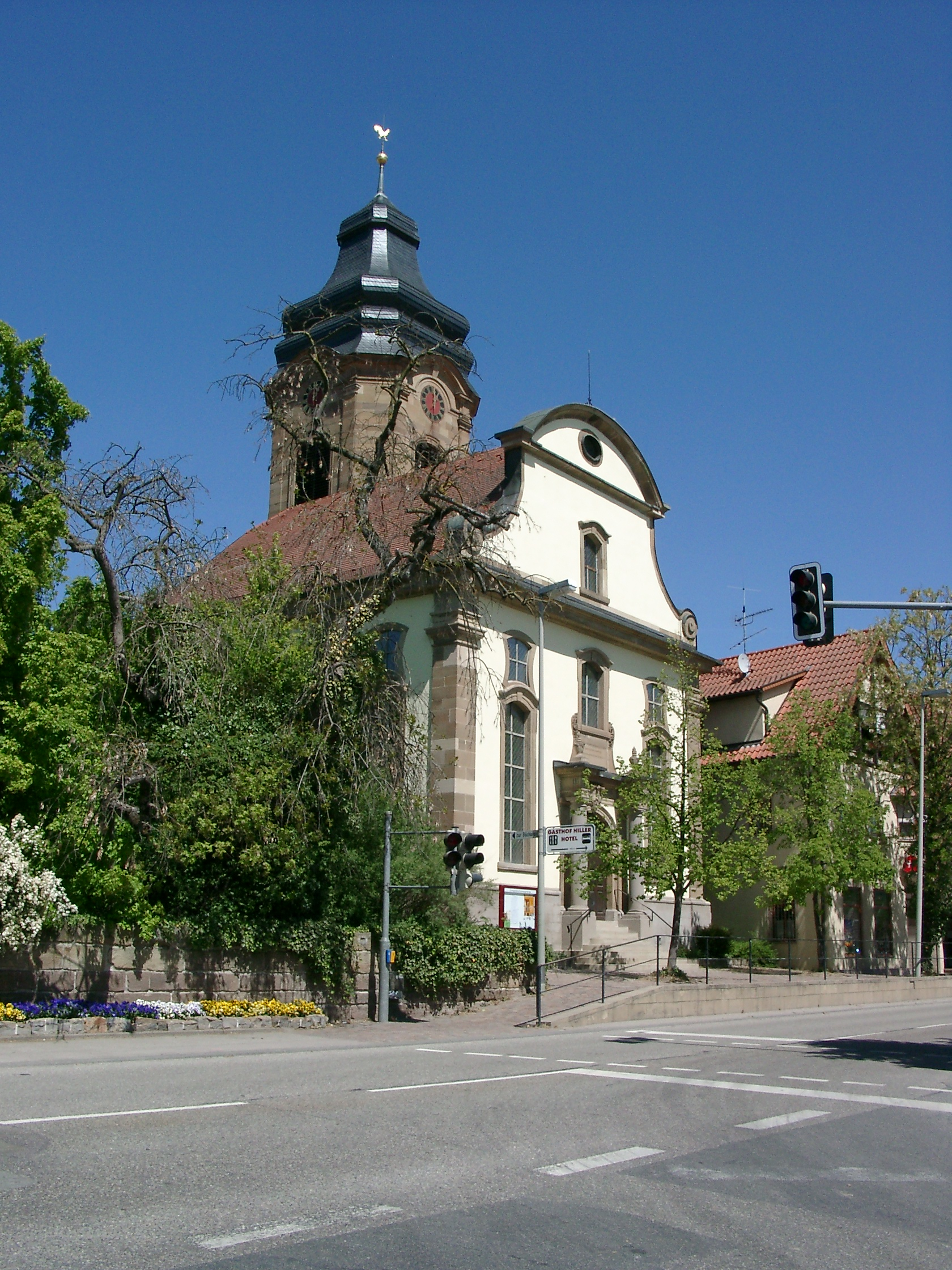
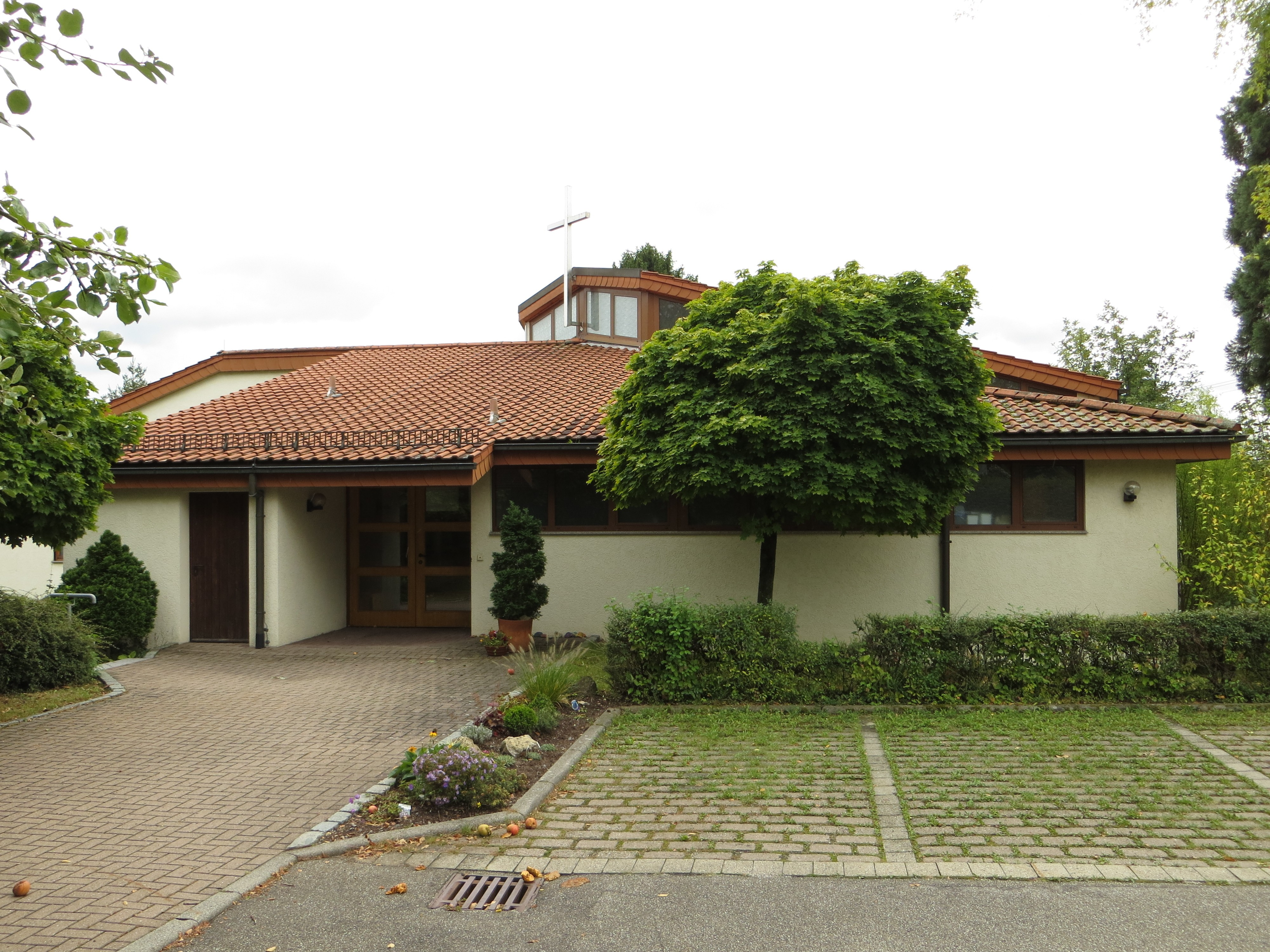
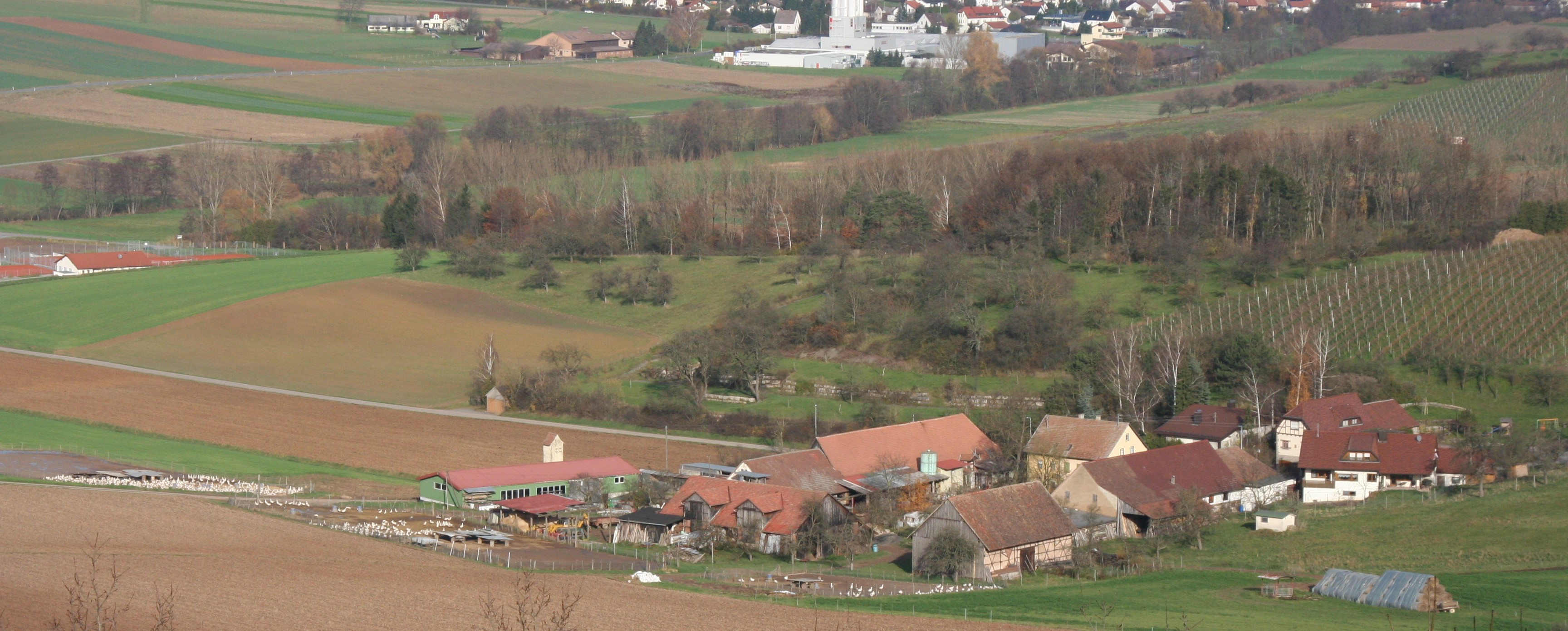

## A város szülöttei
- Josef Bick (1880–1952) filológus
- Willus Brenner (1902–1984) festő